# Sciara nivata
Sciara nivata är en tvåvingeart som först beskrevs av Jean-Jacques Kieffer 1909.  Sciara nivata ingår i släktet Sciara och familjen sorgmyggor.
Artens utbredningsområde är Algeriet. Inga underarter finns listade i Catalogue of Life.